# Jane Hawking
Jane Hawking (* 29. März 1944 als Beryl Jane Wilde) ist eine britische Romanistin. Sie war in erster Ehe mit dem Physiker Stephen Hawking verheiratet und schrieb eine Autobiografie.

## Leben
Jane Wilde studierte Sprachen und erwarb den akademischen Doktorgrad (Ph.D.) in Romanistik. Sie heiratete Stephen Hawking 1965. Die beiden bekamen drei Kinder: einen Sohn 1967, die Tochter Lucy Hawking 1970 und einen Sohn 1979. Stephen Hawking trennte sich von Jane 1990, die Scheidung erfolgte 1995.
Zwei Jahre später heiratete Jane den Familienfreund und Musiker Jonathan Hellyer Jones. Über ihre Ehe mit Stephen schrieb sie eine Autobiographie Music to Move the Stars: A Life with Stephen, die 1999 erschien. Nachdem der Physiker sich von seiner zweiten Ehefrau getrennt hatte, hatten er und Jane wieder vermehrt Kontakt.  2008 erschien eine stark aktualisierte Ausgabe der Biografie unter dem Titel Travelling to Infinity – My Life with Stephen, welche zur Grundlage des Films Die Entdeckung der Unendlichkeit (The Theory of Everything, 2014) wurde. Darin spielt Felicity Jones die Rolle von Jane Hawking.

## Werke
- Travelling to Infinity – My Life with Stephen. Alma Books, 2008, ISBN 1-84688-065-3.
- Music to Move the Stars: A Life with Stephen. Macmillan Publishers, London 1999, ISBN 0-333-74686-4.